# Френкі Данлоп
Фре́нкі Да́нлоп (англ. Frankie Dunlop), справжнє ім'я Фре́нсіс Да́нлоп (англ. Francis Dunlop; 6 грудня 1928, Баффало, Нью-Йорк — 7 липня 2014) — американський джазовий ударник.

## Біографія
Народився 6 грудня 1928 року в Баффало, Нью-Йорк. Його брат грав на фортепіано, а батько на гітарі. У віці 9 років почав брати уроки гри на фортепіано в Центрі юнацтва Баффало; у віці 10 років перемкнувся на барабани, вчився грати в учасника симфонічного оркестру Баффало. У 16 років почав грати на ударних професійно; грав у невеликих гуртах на заході Нью-Йорка (1948—1950), деякий час з Біг Джеєм Мак-Нілі близько 1950 року.
Вперше записувався у студії з Мо Коффманом у 1950 році. У 1953 році після закінчення служби в армії, упродовж року очолював власне комбо. Грав зі Скіппі Вільямсом (1954); потім повернувся до Нью-Йорка, де три тижні грав з Джоном Колтрейном-Телоніусом Монком в клубі Five Spot (1955); з Сонні Стіттом, Чарльзом Мінгусом в середині 1950-х; Сонні Роллінсом (1958). Гастролював з Мейнардом Фергюсоном (1958—1960), Ліною Горн; і недовго з Дюком Еллінгтогом (1960).
У 1961—63 знову грав з Монком, гастролював з ним в Європі (1961) та Японії (1963). У середині 1960-х працював як автор пісень, також виступав на концертах. Грав з Роллінсом (1966—1967), потім деякий час виступав у Нью-Йорку; також очолював власні гурти у 1967 —1970 роках. Гастролював з Ерлом Гайнсом (1973—1974). В середині 1970-х працював у різних гуртах гірських курортів Катскілл і Поконо. У 1975—1981 роках грав з Лайонелом Гемптоном. У 1984 році через хворобу завершив музичну кар'єру.
Помер 7 липня 2014 року у віці 85 років.